# 沙湾市
沙湾市（さわん-し）は、中華人民共和国新疆ウイグル自治区イリ・カザフ自治州タルバガタイ地区に位置する県級市。

## 行政区画
9鎮、3郷を管轄：
- 鎮：三道河子鎮、四道河子鎮、キョネ・サワン鎮（コナ・サウェン鎮、老沙湾鎮）、ウラン・ウス鎮（ウラヌスン鎮、烏蘭烏蘇鎮）、安集海鎮、東湾鎮、西戈壁鎮、柳毛湾鎮、コルクス鎮（コルガス鎮、金溝河鎮）
- 郷：商戸地郷、大泉郷、ボルテュンギ郷（ビョルティンケ郷、博爾通古郷）

## 観光名所
- 紫泥泉種羊場
- 大泉溝水庫
- ラマ廟（喇嘛廟）
- 寧家河
- 鹿角湾牧場
- 熱水泉子
- 小白楊壁画